# Осыка (село)
Осыка (укр. Осика) — село на Украине, находится в Народичском районе Житомирской области.
Код КОАТУУ — 1823786003. Население по переписи 2001 года составляет 2 человека. Почтовый индекс — 11451. Телефонный код — 4140. Занимает площадь 0,303 км².

## Адрес местного совета
11451, Житомирская область, Народичский р-н, с.Межилеска